# Erysimum ledebourii
Erysimum ledebourii là một loài thực vật có hoa trong họ Cải. Loài này được D.A.German mô tả khoa học đầu tiên năm 2004.